# Accord de libre-échange entre l'Inde et Maurice
L'accord de libre-échange entre l'Inde et Maurice est un accord de libre-échange signé le 22 février 2021 et entrant en vigueur le 1er avril 2021. L'accord a lieu peu de temps après l'entrée en vigueur de l'Accord de libre-échange entre la Chine et l'île Maurice.